# ОФК „Поморие“
„Поморие“ е общински футболен клуб от град Поморие, България.
Участва във Втора професионална футболна лига.
До 2015 г. Поморие има в клубната си история общо 9 сезона в Б група. Най-големият успех на клуба в турнира за Купата на България е достигането до финал през 2010 г., който е загубен с 0:1 от Берое (Стара Загора). През сезон 2010/11 отборът, под името Черноморец, завършва на второ място в Източната Б група и след успешен бараж печели промоция за А група за първи път в своята история. От БФС обаче не дават лиценз на тима за участие в елита, тъй като по това време е със статут на сателит на Черноморец (Бургас).
През 2012/13 „Черноморец“, 5-и в Източна Б ФГ през изминалия сезон; не получава лиценз за Б ФГ за настоящия сезон и е изваден от групата. Отборът има възможност да се включи в ЮИ В АФГ, но отказва участие и е закрит .

## Успехи
Б група
- 2-ро място (2): 2010/11; 2015/16

Купа на Съветската армия
- Осминафиналист (2): 1952; 1958

Купа на Аматьорската футболна лига
- Носител (2): 2002/03; 2008/09

Купа на България
- Финалист: 2009/10

## История
Клубът е създаден през 1934 г., когато тогавашните няколко местни клуба в Поморие се обединяват под името Шипка. През 1944 г. отборът приема името Николай Лъсков. През 1980 г. се преименува на Черно море, а от 1995 г. до 2009 г. носи името на града.
Отборът печели В футболна група през сезон 2003/04 под името Поморие. През същата година става и носител на Купата на Аматьорската футболна лига. През следващите два сезона се състезава съответно в Б група|обединената и Източната Б група, но през 2006 г. отново изпада във В група. През 2009 г. за втори път е носител на Купата на Аматьорската футболна лига.

### Черноморец (Поморие)
През юли 2009 г. ФК Поморие се обединява с ПФК Нафтекс (Бургас) под името Черноморец и получава право на участие в Източната Б група. Клубът става сателит на елитния Черноморец (Бургас), а за треньор е назначен Петър Хубчев. През сезон 2009/10 втородивизионният Черноморец (Поморие) прави забележителен рейд в турнира за Купата на България, където отстранява последователно Ботев (Криводол), Дунав (Русе), Ботев (Враца), Миньор (Перник) и Калиакра (Каварна), класирайки се за финала на надпреварата. На 5 май 2010 г. Черноморец (Поморие) губи директния мач за трофея с 0:1 от Берое (Стара Загора).
През следващия сезон 2010/11 Черноморец (Поморие) завършва на второ място в Източната Б група след Лудогорец (Разград) и се класира на бараж за влизане в А група. В плейофите отборът първо побеждава с 2:1 втория в Западната Б група Спортист (Своге), а след това надиграва с 3:0 завършилия на 14-о място в А група Видима-Раковски (Севлиево). Въпреки това, клубът не е допуснат до участие в А група, тъй като не получава лиценз от Лицензионната комисия на БФС. Като причина за отказа, от комисията изтъкват липсата на представени доказателства от клуба за наличието на несвързани лица в управлението на Черноморец (Поморие) и Черноморец (Бургас), който участва в елита.
През сезон 2011/12 Черноморец (Поморие) завършва на 5-о място в Източната Б група. През юни 2012 г. клубът не получава професионален лиценз от БФС и е изваден от втория ешелон.

### ОФК Поморие
На 15 септември 2012 г. клубът се пререгистрира на ОФК Поморие. Отборът запазва детско-юношеската школа на Черноморец (Поморие), а другият поморийски отбор ФК „Анхиало“ играе като мъжки отбор на ОФК „Поморие“. През сезон 2013/2014 ФК „Анхиало“ отстъпва мястото си на ОФК „Поморие“ – мъже. Така ОФК „Поморие“ се сдобива с мъжки отбор в А ОФГ Бургас. През сезон 2014/2015 г. ОФК „Поморие“ получава правото да играе в Югоизточната В АФГ, взимайки правото на участие на спечелилия промоция отбор на „Странджа-Агрокорн“ (Средец).

## Наименования
- Шипка (1934 – 1944)
- Николай Лъсков (1944 – 1949)
- Червено знаме (1949 – 1957)
- Николай Лъсков (1957 – 1980)
- Черно море (1980 – 1995)
- Поморие (1995 – 2009)
- Черноморец (2009 – 2012)
- Поморие (от 2012)

## Сезони
| Сезон     | Име           | Група      | Място | Нац. Купа  |
| -         |               |            |       |            |
| 1953      | Червено знаме | Б Група    | 8     |            |
| 1954      | Червено знаме | Б Група    | 7     |            |
| 1955      | Червено знаме | Б Група    | 7     |            |
| 1956      | Червено знаме | Б Група    | 7     |            |
| -         |               |            |       |            |
| 1994 – 95 | Черно море    | В Група    | 2     |            |
| 1995 – 96 | Поморие       | В Група    | 8     |            |
| 1996 – 97 | Поморие       | В Група    | 13    |            |
| 1997 – 98 | Поморие       | В Група    | 9     |            |
| 1998 – 99 | Поморие       | В Група    | 5     |            |
| 1999 – 00 | Поморие       | В Група    | 13    |            |
| 2000 – 01 | Поморие       | В Група    | 4     |            |
| 2001 – 02 | Поморие       | В Група    | 6     |            |
| 2002 – 03 | Поморие       | В Група    | 5     |            |
| 2003 – 04 | Поморие       | В Група    | 1     |            |
| 2004 – 05 | Поморие       | Б Група    | 8     |            |
| 2005 – 06 | Поморие       | Б Група    | 13    |            |
| 2006 – 07 | Поморие       | В Група    | 3     |            |
| 2007 – 08 | Поморие       | В Група    | 6     |            |
| 2008 – 09 | Поморие       | В Група    | 3     |            |
| 2009 – 10 | Черноморец    | Б Група    | 7     | Финал      |
| 2010 – 11 | Черноморец    | Б Група    | 2     | 1/16 финал |
| 2011 – 12 | Черноморец    | Б Група    | 5     | 1/32 финал |
| 2012 – 13 | Поморие       | А ОФГ      | 2     | ?          |
| 2013 – 14 | Поморие       | А ОФГ      | 2     | ?          |
| 2014 – 15 | Поморие       | В Група    | 1     | 1/32 финал |
| 2015 – 16 | Поморие       | Б Група    | 2     | 1/16 финал |
| 2016 – 17 | Поморие       | Втора лига | 7     |            |
| 2017 – 18 | Поморие       | Втора лига | 6     |            |

## Състав2017/2018
Актуално към 1 март 2018 г.
| №  | Пост | Играч               |
| -- | ---- | ------------------- |
| 12 | В    | Димитър Тодоров     |
| 30 | В    | Мартин Теменлиев    |
| 2  | З    | Антон Иванов        |
| 4  | З    | Ростислав Петров    |
| 5  | З    | Георги Петков       |
| 6  | З    | Иван Янчев          |
| 13 | З    | Мирослав Коев       |
| 22 | З    | Александър Георгиев |
| 23 | З    | Живко Хаджиев       |
| 25 | З    | Слави Шопов         |
| 8  | Х    | Илиян Шерденов      |

| №  | Пост | Играч            |
| -- | ---- | ---------------- |
| 10 | Х    | Бекир Расим      |
| 11 | Х    | Християн Казаков |
| 14 | Х    | Живко Жеков      |
| 16 | Х    | Любомир Божинов  |
| 17 | Х    | Кристиян Христов |
| 19 | Х    | Михаел Орачев    |
| 20 | Х    | Станислав Дрянов |
| 9  | Н    | Ахмед Ахмедов    |
| 18 | Н    | Живко Петков     |
| 21 | Н    | Алеко Христов    |
| 24 | Н    | Борис Тютюков    |